# Reíllo
Reíllo – gmina w Hiszpanii, w prowincji Cuenca, w Kastylii-La Mancha, o powierzchni 81,7 km². W 2011 roku gmina liczyła 132 mieszkańców.